# أندرس اولسون
أندرس اولسون (بالسويدية: Anders Olsson)‏ هو مهندس سويدي، ولد في 30 نوفمبر 1958.